# Matelea chacoensis
Matelea chacoensis är en oleanderväxtart som beskrevs av Goyder. Matelea chacoensis ingår i släktet Matelea och familjen oleanderväxter. Inga underarter finns listade i Catalogue of Life.